# Couratari multiflora
Couratari multiflora là một loài thực vật có hoa trong họ Lecythidaceae. Loài này được (Sm.) Eyma mô tả khoa học đầu tiên năm 1932.